# Kenya Airways
Kenya Airways è la compagnia aerea di bandiera del Kenya. La compagnia fu fondata nel 1977, dopo la dissoluzione della East African Airways e il suo hub principale è l'aeroporto Internazionale Jomo Kenyatta.
La compagnia è stata controllata interamente dal governo keniota fino al 1995, privatizzata nel 1996 e quotata alla borsa di Nairobi diventò la prima compagnia di bandiera africana a raggiungere questo obiettivo.
È una compagnia con azioni possedute sia dal governo che da privati; il maggior azionista è il governo keniano seguito da KLM, il resto è volatile sui mercati azionari.
Kenya Airways è largamente considerata una compagnia leader nel continente Sub-sahariano e nel giugno 2010 è diventata membro di SkyTeam, nonché membro dell'African Airlines Association dal 1977.

## Storia

### I primi anni
Kenya Airways venne fondata dal governo keniota il 22 gennaio 1977, in seguito alla disgregazione della Comunità dell'Africa orientale e alla conseguente scomparsa di East African Airways (EAA). Il 4 febbraio 1977, due Boeing 707-321 affittati dalla British Midland Airways inaugurarono le operazioni, servendo la rotta Nairobi-Francoforte-Londra. Sui voli interni e regionali, il vettore schierò aeromobili precedentemente gestiti dal consorzio EAA, come un Douglas DC-9-30 e tre Fokker F27-200. Alla fine del 1977, tre Boeing 707 erano stati acquisiti dalla Northwest Orient. L'anno successivo, la società costituì una filiale charter denominata Kenya Flamingo Airlines, che noleggiava aerei della compagnia aerea madre per operare servizi passeggeri e merci internazionali. Nei primi anni, Aer Lingus forniva all'azienda supporto tecnico e gestionale.

### Espansione e privatizzazione: 1970-1980

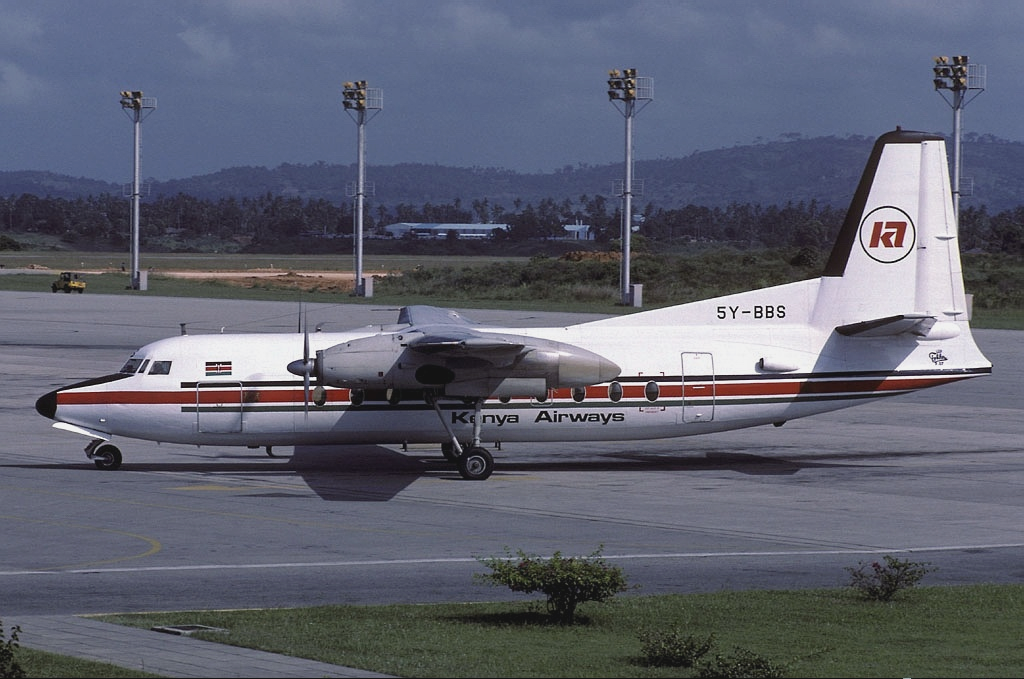
Un Fokker F27-200 nel 1982.

Nel luglio 1980, la compagnia aerea aveva 2.100 dipendenti e una flotta di tre Boeing 707-320B, un Boeing 720B, un Douglas DC-9-30 e tre Fokker F27-200. In quel momento, Addis Abeba, Atene, Bombay, Il Cairo, Copenaghen, Francoforte, Jeddah, Kampala, Karachi, Khartoum, Londra, Lusaka, Mauritius, Mogadiscio, Roma, Salisbury, Seychelles e Zurigo erano tra le destinazioni internazionali della compagnia aerea, mentre le rotte nazionali andavano da Nairobi a Kisumu, Malindi, Mombasa e Mumias. Una rotta senza scalo tra Nairobi e Bombay venne lanciata nel 1982 utilizzando i Boeing 707-320B. Un anno dopo, la compagnia iniziò a servire la Tanzania. I voli per Burundi, Malawi e Ruanda furono lanciati nel 1984. La capacità sulle rotte europee fu potenziata nel novembre 1985 con l'incorporazione di un Airbus A310-200 affittato da Condor. Il Kilimanjaro venne servito per la prima volta nel marzo 1986. Quell'anno, la compagnia aerea ordinò due Airbus A310-300. Kenya Airways fu la prima compagnia aerea africana ad acquisire un A310, il primo wide body ordinato dalla compagnia. Finanziato con un prestito di US $ 20.000.000 (equivalente a $ 46.648.452 nel 2019), la consegna di questi due aeromobili avvenne a maggio e settembre 1986. Venivano utilizzati sul corridoio Kenya-Europa e permisero a Kenya Airways di restituire l'A310-200 in precedenza noleggiato. All'inizio del 1988, il vettore ordinò due Fokker F50 per operare le rotte nazionali; ricevette il primo di questi aerei alla fine dell'anno. Sempre nel 1988, venne concordato il noleggio di un terzo A310-300 con International Lease Finance per un periodo di dieci anni; l'aereo entrò a far parte della flotta nel novembre 1989. Affittato da Ansett Worldwide, il primo Boeing 757-200 venne ricevuto nel gennaio 1990, mentre un terzo Fokker F50 arrivò nell'ottobre dello stesso anno. Alla fine del 1991, due Boeing 737-200 furono noleggiati dalla Guinness Peat Aviation.

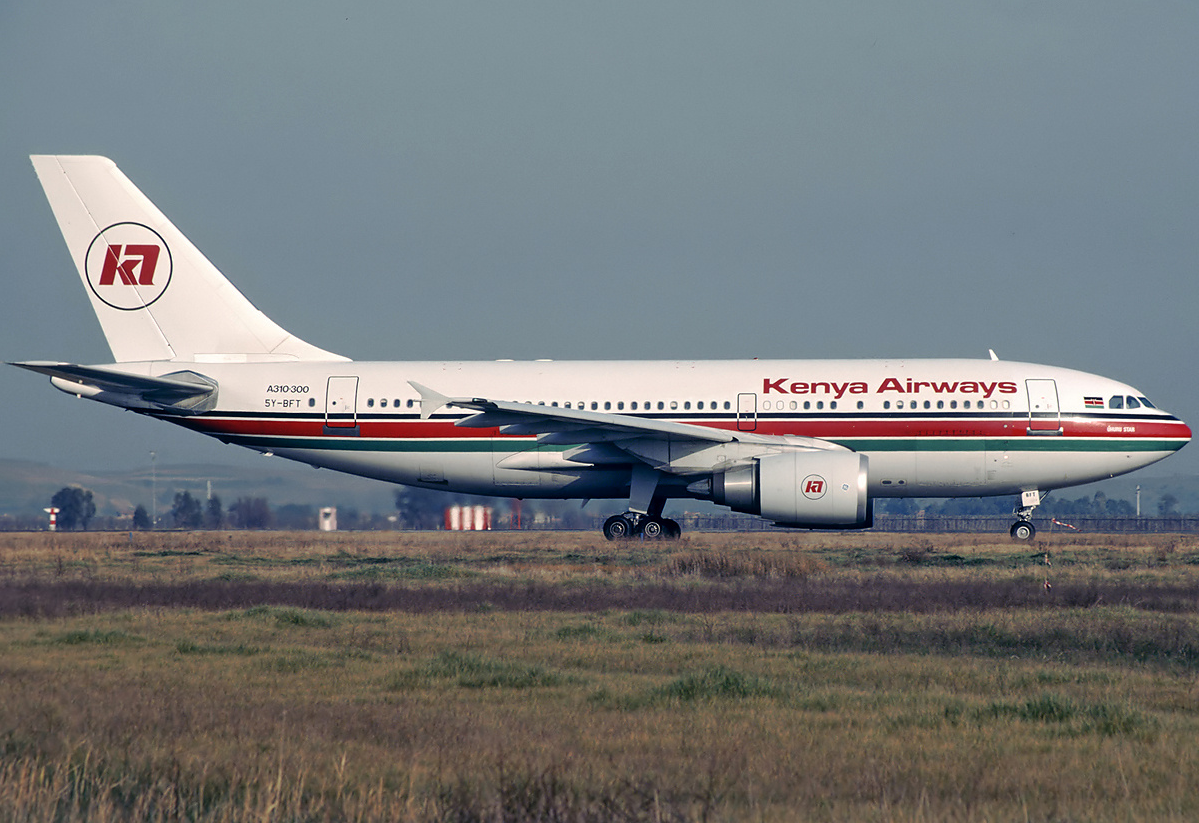
Un Airbus A310-300 a Roma nel 1999.

Nel 1986, venne pubblicato il Sessional Paper Number 1 dal governo del Kenya, sottolineando la necessità del paese di un maggior sviluppo economico. Il documento sottolineava l'opinione del governo secondo cui la compagnia aerea sarebbe stata meglio se fosse stata privatizzata, determinando così il primo tentativo di privatizzazione. Il governo nominò Philip Ndegwa presidente del consiglio nel 1991, con ordini specifici per rendere la compagnia aerea una compagnia privata. Nel 1992 fu pubblicato il documento Public Enterprise Reform, che attribuiva a Kenya Airways la priorità tra le compagnie nazionali in Kenya da privatizzare. Ndegwa venne sostituito da Isaac Omolo Okero. Nel settembre 1992, Brian Davies venne nominato nuovo amministratore delegato della società. Davies era stato precedentemente assunto per condurre uno studio sulla fattibilità sulla privatizzazione, lavorando per il braccio di consulenza Speedwing di British Airways. Swissair fu la prima compagnia a fornire a Kenya Airways consulenza sulla privatizzazione. Nell'anno fiscale 1993-1994, la compagnia aerea produsse il suo primo profitto dall'inizio della commercializzazione. Nel 1994, la International Finance Corporation venne incaricata di fornire assistenza nel processo di privatizzazione, che di fatto ebbe inizio nel 1995. Si cercava un grande partner dell'industria aeronautica che acquisisse il 40% delle azioni, con un altro 40% riservato a investitori privati e il governo che avrebbe mantenuto la quota rimanente, assorbito quasi 90 milioni di dollari di debiti e convertito altri 31 milioni di dollari in prestiti in azioni; dopo la riorganizzazione, la società avrebbe avuto un debito di circa 78 milioni di dollari. British Airways, KLM, Lufthansa e South African Airways erano tra le compagnie aeree che avevano espresso interesse a prendere una partecipazione in Kenya Airways.
KLM si aggiudicò la privatizzazione della società, che ristrutturò i suoi debiti e stipulò un accordo di master corporation con KLM, che avrebbe acquisito il 26% delle azioni, diventando da allora il più grande azionista unico. Le azioni vennero lanciate al pubblico nel marzo 1996 e la compagnia aerea iniziò a fare trading alla Borsa di Nairobi. Il governo del Kenya mantenne una partecipazione del 23% nella società e offrì il restante 51% al pubblico; tuttavia, gli azionisti non kenioti avrebbero potuto detenere una quota massima del 49% della compagnia aerea. Nonostante il 40% delle azioni fosse detenuto da investitori stranieri a seguito della privatizzazione (compresa la partecipazione del 26% di KLM), le posizioni di vertice manageriale erano ricoperte da kenioti. In seguito all'acquisizione, il governo del Kenya capitalizzò 70 milioni di dollari, mentre la compagnia aerea ricevette un prestito di 15 milioni di dollari dall'International Finance Corporation per modernizzare la sua flotta. In un accordo del valore di 82 milioni di dollari, nel luglio 1996 furono ordinati due Boeing 737-300.

### Dal 2000
Nel gennaio 2000, la compagnia aerea subì il suo primo incidente con vittime quando un Airbus A310 che era stato acquistato nuovo nel 1986 si schiantò al largo della Costa d'Avorio, poco dopo il decollo da Abidjan (volo Kenya Airways 431). Ad aprile dello stesso anno, la flotta era composta da quattro Airbus A310-300, due Boeing 737-200 e quattro Boeing 737-300. A quell'epoca, la compagnia aveva uno staff di 2.780 unità, di cui 400 ingegneri, 146 membri di equipaggio e 365 di cabina. Dal suo hub principale all'aeroporto Internazionale Jomo Kenyatta, venivano operati servizi di linea per destinazioni in Africa e Europa. Nel 2002 venne un ordine per tre Boeing 777-200ER; un ulteriore aeromobile è stato acquistato nel novembre 2005. Nel marzo 2006 sono stati ordinati sei Boeing 787-8; i primi due esempi sarebbero stati forniti nel 2010 e gli altri nel 2011. L'ordine fu modificato nove mesi dopo per includere altri tre esemplari. Il primo Embraer 190 entrò a far parte della flotta nel dicembre 2010.
Nel giugno 2012, la società ha annunciato l'emissione di diritti per un valore di KSh20 miliardi, volti ad aumentare il capitale per sostenere i piani di espansione. In seguito all'assegnazione delle azioni, KLM ha aumentato la propria partecipazione nella società dal 26% al 26,73%, mentre il governo keniota ha incrementato la propria partecipazione dal 23% al 29,8%, diventando il maggiore azionista. Nell'aprile 2012, la compagnia ha lanciato un piano denominato Project Mawingu (la parola swahili significa "Nuvole") per aggiungere 24 destinazioni entro il 2021, compreso l'inizio dei servizi per l'Australia e il Nord e Sud America, ed espandere la propria presenza anche in Asia. Nell'ottobre 2013, la compagnia ha dichiarato che avrebbe aggiunto sei nuove destinazioni ogni anno, a seguito della consegna dei Boeing 777 e 787.
I risultati operativi per gli anni fiscali 2015 e 2016 hanno mostrato perdite sostanziali. La rapida espansione della flotta e delle rotte (soprannominato "Progetto Mawingu") è stata citata come la causa principale della flessione. La copertura del prezzo del carburante e l'accordo del 1996 con KLM, considerato intrusivo nella gestione della compagnia di bandiera, hanno assunto la colpa secondaria. Sono state adottate misure correttive per migliorare la posizione finanziaria e operativa della compagnia aerea ed evitare l'insolvenza. La partnership con KLM è stata ritenuta redditizia e mantenuta. Tuttavia, le parti hanno convenuto di modificare alcune caratteristiche dell'accordo che hanno avuto un effetto negativo per Kenya Airways. Due Boeing 737-700 sono stati venduti e cinque nuovi aerei in leasing subaffittati per migliorare il flusso di cassa. Gli sforzi per riposizionare finanziariamente il vettore hanno avuto successo alla fine del 2017. In un accordo complesso, le parti interessate hanno concordato di convertire quasi mezzo miliardo di dollari USA in prestiti in azioni, modificando la struttura proprietaria. Il governo del Kenya, il più grande prestatore, ha visto le sue partecipazioni salire dal 29,8% al 48,9% mentre quella di KLM è stata diluita dal 26,7% al 7,8%. Un consorzio di banche locali, attraverso una società veicolo denominata: "KQ Lenders Company 2017 Ltd.", è arrivato al 38,1%. Quest'ultima entità è obbligata con un prestito dalle banche locali di cui sopra per un importo di US $ 225 milioni; questo importo, a sua volta, è garantito dal governo. I dipendenti della compagnia aerea, attraverso un regime di partecipazione azionaria, e altri possiedono il restante 5,2%. Il governo del Kenya ha rilasciato una garanzia per un ulteriore debito di 525 milioni di dollari nei confronti della Import-Export Bank degli Stati Uniti.
Lo schema di un piano per il ripristino della redditività è stato divulgato in un'intervista del marzo 2018 rilasciata dall'amministratore delegato e dal presidente della società. L'operazione di turnaround includerà l'espansione delle rotte, il perseguimento del segmento di mercato di fascia alta, su partnership e joint venture con altre compagnie aeree. Il vettore prevedeva di aggiungere fino a venti nuove destinazioni in Africa, Europa e Asia nei successivi cinque anni. Cinque aeromobili subaffittati si sarebbero uniti nuovamente alla flotta entro la fine del 2019.
A luglio 2019, Kenya Airways e la sua controllata Jambojet hanno firmato un accordo tripartito con FlightSafety International (FSI) per la fornitura di un simulatore di Bombardier Q400 da utilizzare per l'addestramento e la riqualificazione del personale di volo su questo velivolo.

## Identità aziendale

### Sussidiarie
La compagnia aerea a basso costo Jambojet, fondata nel 2013, e African Cargo Handling Limited sono entrambe sussidiarie interamente controllate da Kenya Airways.
Le società parzialmente possedute includono Kenya Airfreight Handling Limited, dedicata alla movimentazione di merci deperibili (di proprietà del 51%) e il vettore tanzaniano Precision Air (di proprietà del 41,23%).

## Servizi

### Programma frequent flyer
L'ex programma frequent flyer di Kenya Airways, "Msafiri", è stato fuso con Flying Dutchman di KLM nel 1997, che è stato a sua volta fuso con quello di Air France e rinominato Flying Blue nel 2005, in seguito alla fusione delle compagnie. Ai membri Gold Elite e Platinum Elite del programma Flying Blue viene offerto l'accesso alla JV Lounge. Questo servizio è fornito ai passeggeri di Kenya Airways e anche ai passeggeri che volano con le sue compagnie aeree partner.
Il 15 giugno 2023, Kenya Airways ha lanciato il proprio programma fedeltà, chiamato Asante Rewards.
Simba Lounge è un servizio fornito solo ai passeggeri Kenya Airways Business. Entrambe le lounge sono situate all'Aeroporto Internazionale Jomo Kenyatta.

### Intrattenimento in volo
Sono disponibili diversi tipi di intrattenimento in volo a seconda dell'aeromobile e della classe. La rivista di bordo della compagnia aerea si chiama Msafiri ed è distribuita tra i passeggeri di tutti gli aerei, indipendentemente dalla classe.

## Destinazioni
Al 2022, Kenya Airways serve più di 50 destinazioni in paesi in tutto il mondo.

### Accordi commerciali
Al 2022 Kenya Airways ha accordi di code-share con le seguenti compagnie:
- Aeroflot
- Air Burkina
- Air France
- Air Mauritius
- Air Namibia
- British Airways[35]
- China Eastern Airlines
- Comair
- Delta Air Lines[36]
- EgyptAir
- Etihad Airways
- Garuda Indonesia
- Hong Kong Airlines
- Jambojet
- ITA Airways[37]
- KLM
- Korean Air
- Kulula.com
- LAM Mozambique Airlines
- Oman Air
- Precision Air
- Royal Air Maroc
- Saudia
- Vietnam Airlines

### Alleanze
Kenya Airways si candidò ad entrare in SkyTeam a metà del 2005 e fu sponsorizzata da KLM .
Il 4 settembre 2007 Kenya Airways è entrata a far parte di SkyTeam.

## Flotta

### Flotta attuale

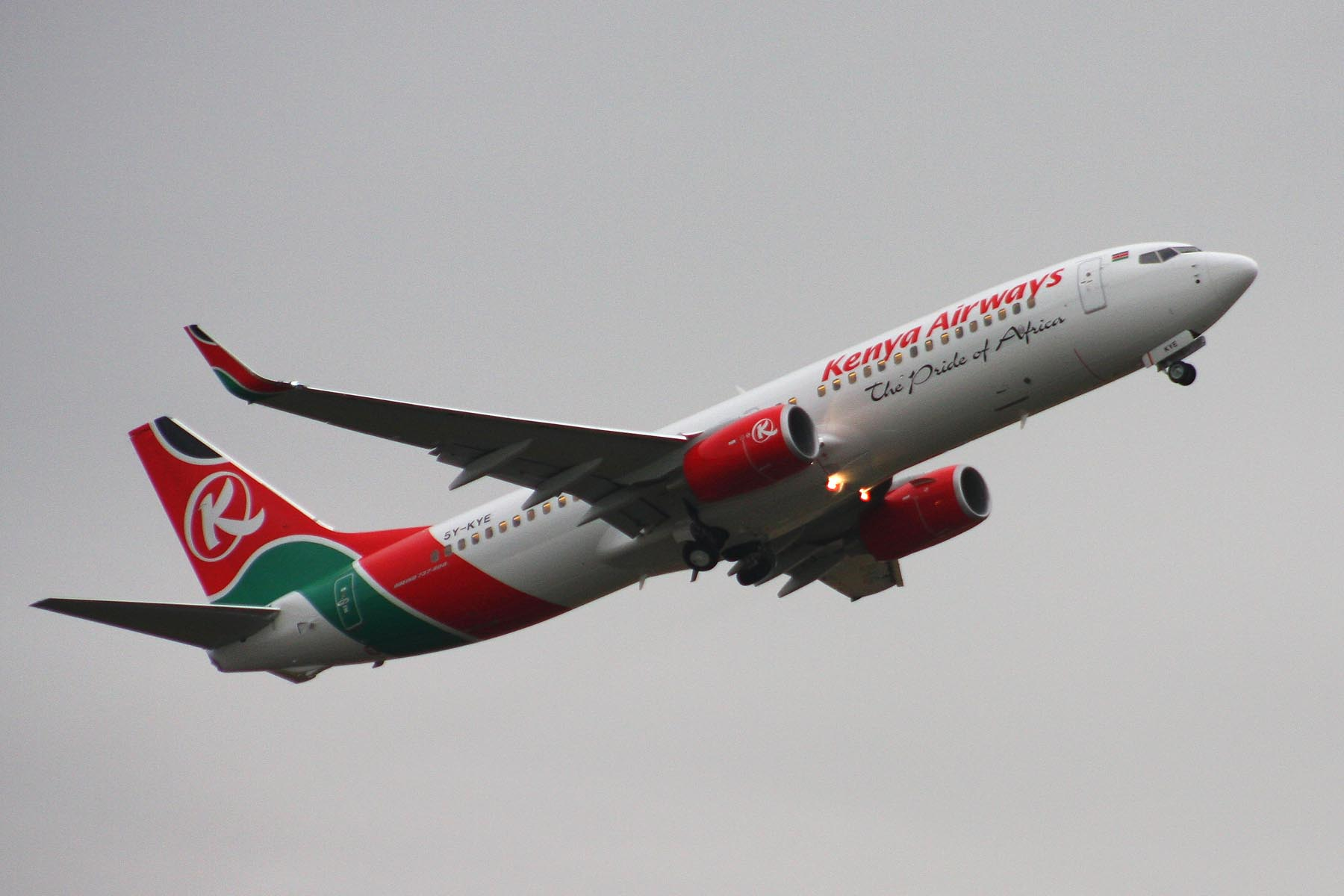
Un Boeing 737-800.

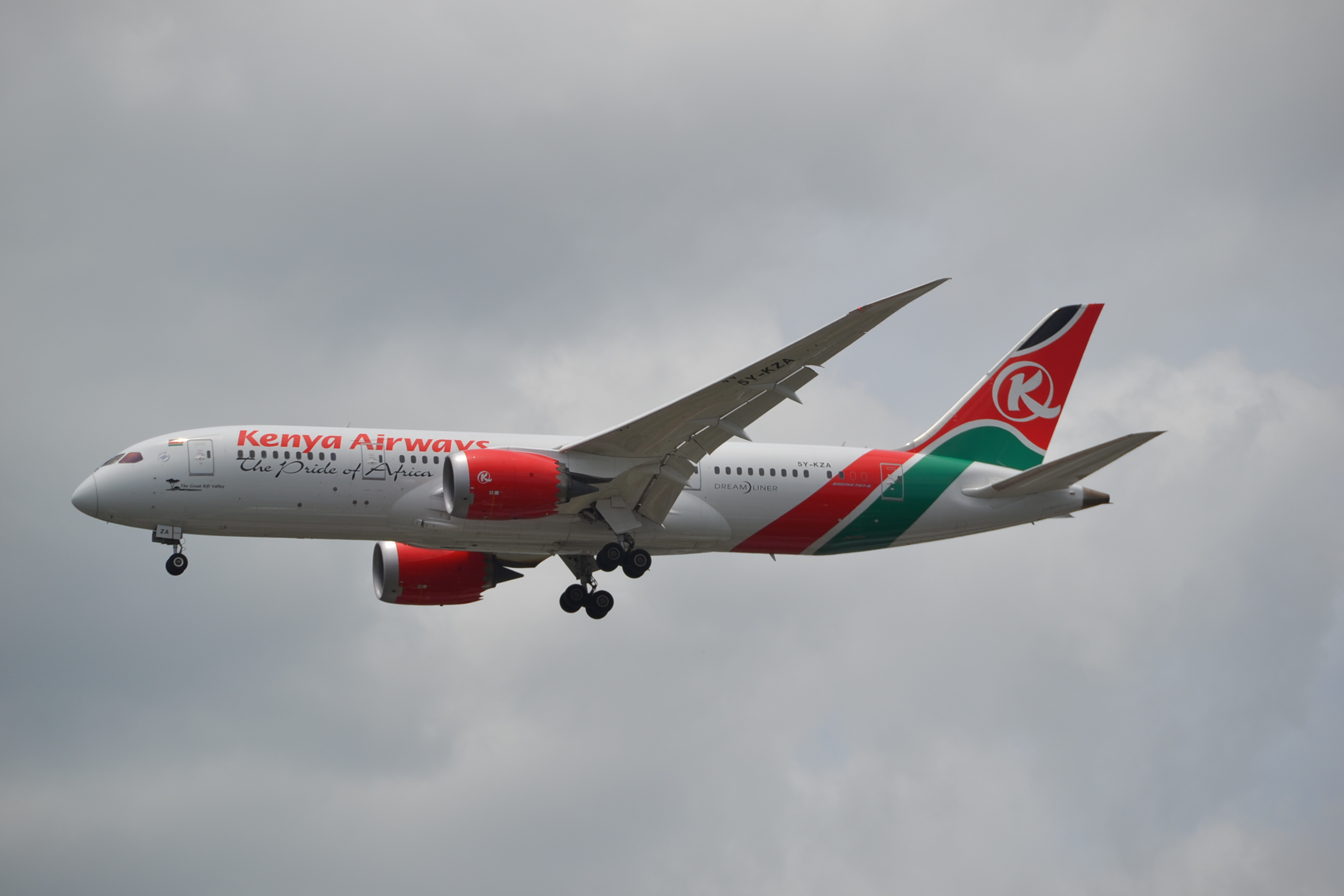
Un Boeing 787-8.

A luglio 2024 la flotta di Kenya Airways è così composta:

### Sviluppo
Il primo dei quattro Boeing 737-300 convertiti in versione cargo è stato consegnato nell'aprile 2013; Kenya Airways prevedeva di utilizzare questi aerei su rotte africane servite dagli Embraer 190, al fine di aumentare la capacità di carico. La compagnia ha preso in consegna il suo primo Boeing 777-300ER nell'ottobre 2013.
Kenya Airways aveva nove Boeing 787-8 in ordine a partire dall'aprile 2011, sebbene la compagnia considerasse l'annullamento dell'ordine dopo sistematici ritardi con le date di consegna. La consegna del primo Boeing 787 è avvenuta il 4 aprile 2014. Due giorni dopo, Nairobi-Parigi divenne la prima rotta ad essere servita da questo aereo.
Kenya Airways ha gradualmente ritirato i suoi Boeing 777-200ER nel maggio 2015 dopo che aveva subito perdite e contratto debiti nell'anno finanziario precedente. La flotta di Boeing 777-300ER è in leasgin a Turkish Airlines dal maggio 2016.

### Flotta storica

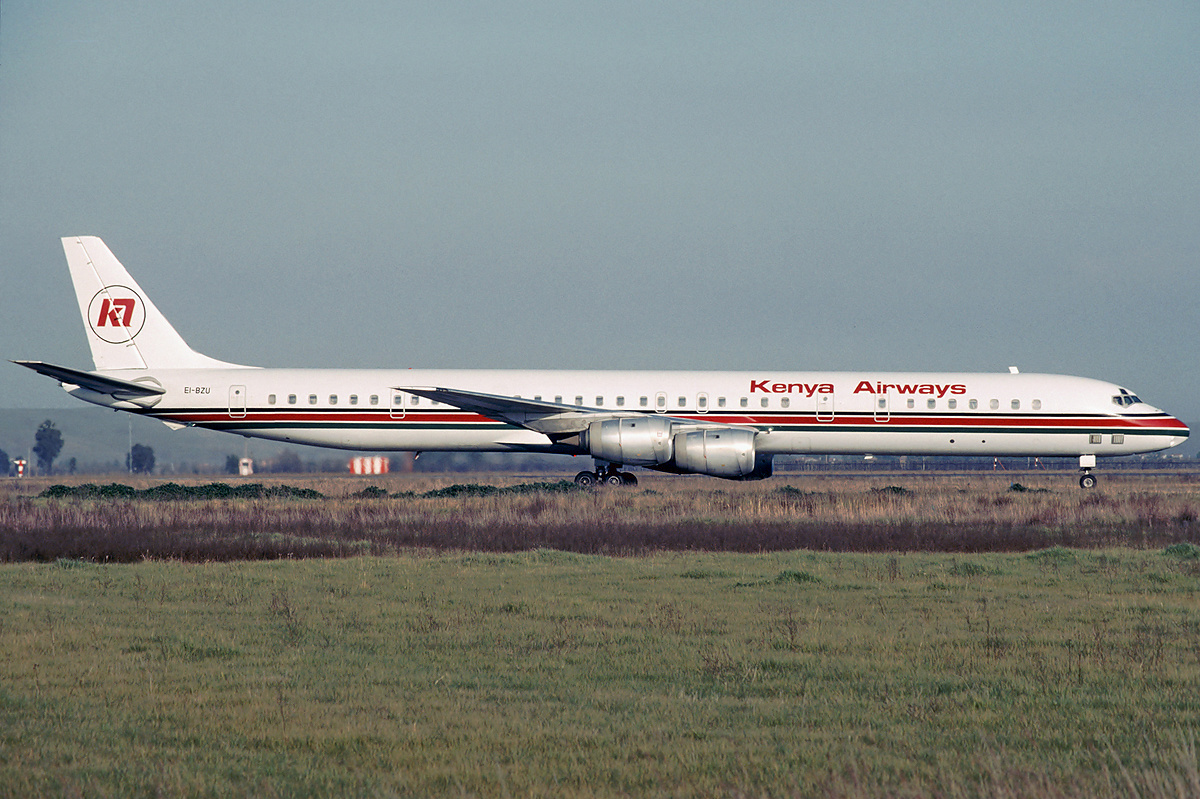
Un Douglas DC-8-71.

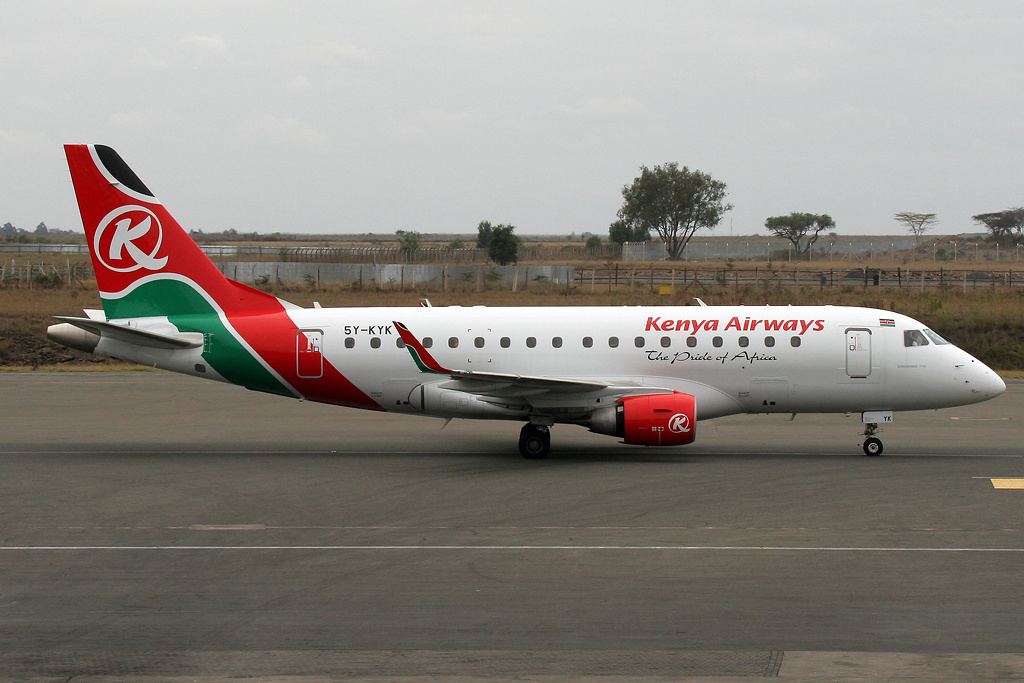
Un Embraer 170.

Kenya Airways operava in precedenza con i seguenti aeromobili:
- Airbus A310-200
- Airbus A310-300
- ATR 42-300
- Boeing 707-320
- Boeing 707-320B
- Boeing 707-320C
- Boeing 720B
- Boeing 737-200
- Boeing 737-200C
- Boeing 737-700
- Boeing 757-200
- Boeing 767-300
- Boeing 767-300ER
- Boeing 777-200ER
- Boeing 777-300ER
- Douglas DC-8-70
- Douglas DC-9-30
- Embraer 170
- Fokker F27-200
- Fokker F50
- McDonnell Douglas DC-10-30

## Incidenti
- Il 30 gennaio 2000, il volo Kenya Airways 431, un Airbus A310-304, precipitò in mare al largo della costa della Costa d'Avorio, poco dopo il decollo dall'aeroporto internazionale Félix-Houphouët-Boigny, Abidjan. A bordo c'erano 179 persone, di cui 169 passeggeri. Solo dieci persone sopravvissero in quello che fu il primo incidente con vittime per Kenya Airways e l'incidente con più vittime che ha mai coinvolto un Airbus A310.[49]
- Il 5 maggio 2007, il volo Kenya Airways 507, un Boeing 737-8AL, si schiantò subito dopo il decollo dal Douala International Airport, Camerun. L'aeromobile si disintegrò all'impatto e i resti del velivolo furono trovati a circa 5,4 chilometri a sud dell'aeroporto di Douala. Non ci furono superstiti tra i 114 a bordo. L'inchiesta condotta dalla Camerun Civil Aviation Authority determinò che i piloti non si erano accorti dell'eccessivo angolo di rollio (angolo compreso tra l'orizzonte e le ali) a seguito del decollo, ciò causò la perdita di controllo portando l'aeromobile a schiantarsi.[50]